# Тривежа
Тривежа (пол. Trywieża) — село в Польщі, у гміні Гайнівка Гайнівського повіту Підляського воєводства. Населення — 82 особи (2011).

## Історія
Засноване 1650 року. У 1975—1998 роках село належало до Білостоцького воєводства.

## Демографія
Демографічна структура станом на 31 березня 2011 року:
|          | Загалом | Допрацездатний вік | Працездатний вік | Постпрацездатний вік |
| -------- | ------- | ------------------ | ---------------- | -------------------- |
| Чоловіки | 41      | 7                  | 18               | 16                   |
| Жінки    | 41      | 3                  | 13               | 25                   |
| Разом    | 82      | 10                 | 31               | 41                   |